# 小行星2718
小行星2718（2718 Handley）是一颗围绕太阳公转的小行星。1951年7月30日，歐內斯特·倫納德·詹森在约翰内斯堡发现了此天体。
該小行星以英國喜劇演員湯米·漢德利命名。
这颗小行星的绝对星等为261.72730等。